# Boeing F-47
Le Boeing F-47 est un futur avion de chasse de supériorité aérienne de sixième génération développé par Boeing pour l'United States Air Force (USAF).

## Développement
Son développement est annoncé le 21 mars 2025 par le président des États-Unis Donald Trump et le secrétaire à la Défense des États-Unis Pete Hegseth. Il est le fruit du programme Next Generation Air Dominance (NGAD) - qui comprend aussi des drones ailiers - et dont un démonstrateur vole depuis 2020 et était en concurrence avec Lockheed Martin.
Le contrat d’ingénierie et de développement industriel de Boeing Defense, Space & Security est d’une valeur estimée à plus de 20 milliards de dollars américains,,,. L'USAF ayant décrit, dans sa demande de budget 2025, ses besoins pour 19,6 milliards de dollars de dépenses spécialement pour le programme NGAD jusqu'à l'année fiscale 2029.
Le F-47 sera propulsé par le Next Generation Adaptive Propulsion (NGAP), un réacteur à cycle adaptatif. Ce type de réacteur est plus économe en carburant, avec une gestion thermique largement améliorée et une poussée supérieure de 10 %. GE Aerospace (projet XA102) et Pratt & Whitney (projet XA103) sont en compétition, et passent leur revue de conception début 2025.
Néanmoins, son avenir n'est pas assuré, par manque de crédits ; le F-15EX Eagle II connaissant un retour en grâce, y compris au sein des forces armées des États-Unis, alors qu'il était jusque-là seulement soutenu par le Congrès et boudé par ces dernières.
L'US Air Force prévoit d'en acquérir au moins 185 et plus de 1 000 drones ailiers de combat ou collaborative combat aircraft [CCA]. L'avion et ses drones devraient être opérationnels à l'horizon 2030,.

## Cahier des charges
Bien que confidentiel dans le détail, l'USAF exige les caractéristiques suivantes :
- une autonomie conséquente, contrairement au F-22 (des missiles de très longue portée sont développés, destinés à repousser au loin les avions ravitailleurs - peu aptes à s'en protéger - ce qui nécessite plus d'autonomie pour les chasseurs)[12]. En mai 2025, son rayon d'action est annoncé à 1852 km, 70% supérieur à celui du F-22. Il volera à plus de Mach 2[10],[11].
- une haute capacité destructive
- pouvoir opérer en ambiance de guerre électronique sévère avec un brouillage des fréquences radio, radar et GPS
- être le centre d'un système de systèmes incluant aussi bien des avions pilotés que des drones ailiers. Deux drones ailiers de combat sont programmés et effectuent des essais au sol en mai 2025 : le YF-42A avec un rayon d'action de 1 296 km développé par General Atomics et le YF-44A développé par Anduril (en)[10],[11]
- pouvoir échanger avec une multitude d'autres systèmes (avions, satellites, radars aéroportés ou terrestres, navires...)
- une capacité avancée de survie
- une grande interopérabilité et capacité à intégrer de nouvelles technologies
- des capacités d'attaque au sol
- un logiciel au standard open architecture (en) afin de maintenir un haut niveau de compétition entre les entreprises durant la durée de vie de l'appareil mais aussi d'en réduire les coûts de maintenance
- le tout dans un environnement opérationnel très contesté qui semble marquer la fin de la doctrine de supériorité aérienne absolue comme celle recherchée lors de l'opération Desert storm, guerre du Golfe par exemple